# Sangeeta Phogat
Sangeeta Phogat (ur. 5 marca 1998) – indyjska zapaśniczka walcząca w stylu wolnym. Zajęła dziesiąte miejsce na mistrzostwach świata w 2021. Brązowa medalistka mistrzostw Azji w 2018. Wicemistrzyni Wspólnoty Narodów w 2017. Druga na mistrzostwach Azji kadetów w 2014 roku.
Zawodniczka  Delhi Sultans w lidze Pro Wrestling.
Pochodzi z rodziny zapaśników. Jest czwartą córką Mahaviry Singha Phogata. Jej siostry to Geeta Phogat, Babita Kumari i Vinesh Phogat, a kuzynki Priyanka Phogat i Ritu Phogat.